# ویلیامزتاون (حوزه سرشماری)، ماساچوست
ویلیامزتاون (به انگلیسی: Williamstown) یک منطقهٔ مسکونی در ایالات متحده آمریکا است که در شهرستان برکشر، ماساچوست واقع شده‌است. ویلیامزتاون ۸٫۹ کیلومتر مربع مساحت و ۴٬۳۲۵ نفر جمعیت دارد و ۲۰۹ متر بالاتر از سطح دریا واقع شده‌است.